# Vicariato apostólico de Inírida
El vicariato apostólico de Inírida (en latín: Vicariatus Apostolicus Iniridanus) es una circunscripción eclesiástica de la Iglesia católica en Colombia. Se trata de un vicariato apostólico latino, inmediatamente sujeto a la Santa Sede (agregado a la provincia eclesiástica de Florencia). Desde el 3 de diciembre de 2013 su vicario apostólico es el obispo Joselito Carreño Quiñonez, de los Misioneros Javerianos de Yarumal.

## Territorio y organización
El vicariato apostólico tiene 86 000 km² y extiende su jurisdicción sobre los fieles católicos de rito latino residentes en el departamento del Guainía y por una parte del sur del departamento del Vichada, comprendida entre el río Guaviare y la desembocadura del río Matavén y desde la cabecera de este en línea recta hasta las bocas del río Siare en el Guaviare.
Su territorio limita al norte con el vicariato apostólico de Puerto Carreño, al este con Venezuela, al sur con Brasil, y al oeste con el vicariato apostólico de Mitú y la diócesis de San José del Guaviare.
La sede del vicariato apostólico se encuentra en la ciudad de Inírida, en donde se halla la Catedral de Nuestra Señora del Carmen.
En 2022 en el vicariato apostólico existían 5 parroquias:
En Inírida
- El Divino niño, creada en 2002;
- La Sagrada Familia, creada en 2005;
- Nuestra Señora del Carmen (Catedral), creada en 1968.

En Barrancominas
- Nuestra Señora del Carmen, creada en 1979.

En San Felipe
- Divino Niño, creada en 1992.

Además, el vicariato apostólico extendió su aporte misionero más allá de las fronteras de Colombia, atendiendo las misiones de San Sebastián en Cocui y La Asunción en Brasil por convenio con la diócesis de São Gabriel da Cachoeira, y Maroa y San Carlos por convenio con el vicariato apostólico de Puerto Ayacucho en Venezuela.

## Historia
Los esfuerzos misioneros para evangelizar a los indígenas de esta zona se concentraron sólo desde los años 1950 y fueron precedidos por la misionera alemana Sofía Muller, nacionalizada estadounidense, de la Misión Nuevas Tribus quien convirtió al protestantismo a muchos indígenas durante 40 años: les tradujo la Biblia en su lengua natal, hizo catecismos y libro de cantos, les cambió sus costumbres ancestrales quitándoles sus danzas, su chicha y volviéndolos enemigos de los católicos.
El vicariato apostólico de Inírida fue erigido el 30 de noviembre de 1996 mediante la bula Studiosam sane curam del papa Juan Pablo II, derivando el territorio del vicariato apostólico de Mitú-Porto Inírida, que a la vez tomó el nombre de vicariato apostólico de Mitú, y de la prefectura apostólica de Vichada.

## Estadísticas
Según el Anuario Pontificio 2023 el vicariato apostólico tenía a fines de 2022 un total de 13 000 fieles bautizados.
| Año                                                                             | Población | Población | Población      | Sacerdotes | Sacerdotes | Sacerdotes | Católicos por sacerdote | Diáconos permanentes | Religiosos | Religiosos | Parroquias y cuasiparroquias |
| Año                                                                             | Católicos | Total     | % de católicos | Total      | Diocesanos | Regulares  | Católicos por sacerdote | Diáconos permanentes | Masculinos | Femeninos  | Parroquias y cuasiparroquias |
| ------------------------------------------------------------------------------- | --------- | --------- | -------------- | ---------- | ---------- | ---------- | ----------------------- | -------------------- | ---------- | ---------- | ---------------------------- |
| 1999                                                                            | 8750      | 25.000    | 35.0           | 8          | 3          | 5          | 1093                    |                      | 6          | 16         | 3                            |
| 2000                                                                            | 8750      | 25 000    | 35.0           | 5          | 1          | 4          | 1750                    |                      | 6          | 16         | 3                            |
| 2001                                                                            | 8750      | 25 000    | 35.0           | 5          | 1          | 4          | 1750                    |                      | 5          | 13         | 3                            |
| 2002                                                                            | 8880      | 25 500    | 34.8           | 7          | 1          | 6          | 1268                    |                      | 9          | 12         | 3                            |
| 2003                                                                            | 8750      | 25 000    | 35.0           | 8          | 1          | 7          | 1093                    |                      | 8          | 12         | 4                            |
| 2004                                                                            | 9000      | 25 500    | 35.3           | 10         | 1          | 9          | 900                     |                      | 10         | 11         | 4                            |
| 2008                                                                            | 9500      | 27 000    | 35.2           | 13         | 1          | 12         | 731                     |                      | 13         | 15         | 5                            |
| 2010                                                                            | 10 200    | 30 000    | 34.0           | 13         | 1          | 12         | 784                     |                      | 12         | 15         | 5                            |
| 2014                                                                            | 12 500    | 34 820    | 35.9           | 9          | 1          | 8          | 1388                    |                      | 8          | 15         | 5                            |
| 2017                                                                            | 13 251    | 42 900    | 30.9           | 10         | 1          | 9          | 1325                    | 1                    | 10         | 16         | 5                            |
| 2020                                                                            | ?         | 44 880    | ?              | 13         | 2          | 11         | ?                       |                      | 11         | 11         | 5                            |
| 2022                                                                            | 13 000    | 45 300    | 28.7           | 10         | 4          | 6          | 1300                    |                      | 10         | 15         | 5                            |
| Fuente: Catholic-Hierarchy, que a su vez toma los datos del Anuario Pontificio. |           |           |                |            |            |            |                         |                      |            |            |                              |

## Episcopologio
- Antonio Bayter Abud, M.X.Y. † (30 de noviembre de 1996-3 de diciembre de 2013 retirado)
- Joselito Carreño Quiñonez, M.X.Y., desde el 3 de diciembre de 2013